# 1. FC Donzdorf
Der 1. Fußball-Club Donzdorf 1920 ist ein Sportverein aus Donzdorf. Neben den Fußballmannschaften (auch Jugend und Altherren) gibt es seit 1987 auch eine Tennisabteilung. Größter sportlicher Erfolg war der Aufstieg in die 1. Amateurliga Nordwürttemberg im Jahr 1967. Die 1. Amateurliga war damals die dritthöchste Spielklasse.

## Geschichte
Der Verein wurde am 6. Januar 1920 gegründet. 1930 erfolgte der erste Aufstieg in die Kreisliga, doch bereits ab 1931 musste der Spielbetrieb bis 1940 hin immer mehr aufgegeben werden, später sogar ganz. 1946 nahm eine Herren- und Jugendmannschaft wieder den Spielbetrieb auf, 1949 stieg der FC Donzdorf in die Bezirksklasse auf, wo man gleich in der Saison 1949/50 den fünften Platz erreichte und durch die Spielklassenänderung darauf in der 2. Amateurliga spielte. Ganze 17 Jahre spielten die Donzdorfer dort, bis sie 1967 sogar in die 1. Amateurliga Nordwürttemberg aufstiegen, die heutige Verbandsliga Württemberg. Dort konnten die Donzdorfer sich jedoch nur ein Jahr halten, also in der Saison 1967/68. 1975 stieg Donzdorf ein weiteres Mal in die damalige A-Klasse ab. Fünf Jahre später erfolgte sogar der Abstieg in die Kreisliga A. Dort hielt man sich erneut fünf Jahre auf, bis man 1985 in die Bezirksliga Neckar-Fils und 1993/94 in die Landesliga aufstieg. 2006/07 und 2008/09 spielte man nochmals in der Verbandsliga Württemberg.
Seit 2013 gibt es beim FCD auch Mädchenfußball. 2019 wurde dem Klub wegen einer Spendenaktion in der Kategorie „Sozialwerk“ vom DFB der Horst-Eckel-Preis verliehen. Die B-Juniorinnen stiegen 2020 in die Bundesliga Süd auf und spielen dort bis heute, nachdem sie in den Jahren zuvor jeweils 3 Mal aufgestiegen sind.

## Stadion
Das Lautertalstadion wurde 1962 erbaut und 1998 durch die Stadt Donzdorf erweitert. Es fasst insgesamt 3.500 Zuschauer.

## Bekannte Personen
- Frank Kinkel, der als aktiver Spieler unter anderem beim 1. FSV Mainz 05 und dem SSV Ulm 1846 gespielt hatte, trainierte Donzdorf in der Saison 2003/04.
- Dominik Mader, Spieler bei Donzdorf in der Saison 2007/08, seit der Saison 2008/09 in der 2. Liga bei der TuS Koblenz unter Vertrag.
- Tim Schraml, schon in der Jugend für Donzdorf am Ball, spielte von September 2017 bis Sommer 2020 erneut bei seinem Heimatverein, nachdem er zuvor 5 Jahre beim SC Freiburg aktiv war.
- Merza Julevic, die über ein Jahrzehnt lang in der Frauen-Bundesliga ihre Kickschuhe schnürte und für Vereine wie z. B. den SC Freiburg und FC Carl-Zeiss Jena (vor 2020 FF USV Jena) aktiv war. In der Jugend spielte Julević zwei Jahre bei den Junioren Donzdorfs, bevor diese laut damaligen Bestimmungen in der C-Jugend zu einem Club mit Juniorinnen-Abteilung wechseln musste.